# Change of Address
Change of Address è il nono album in studio della heavy metal band, Krokus, uscito nel 1986 per l'Etichetta discografica Arista Records.
Il disco fu prodotto dal noto produttore Tom Werman, già produttore di Mötley Crüe, Twisted Sister, Poison, L.A. Guns, Stryper e Dokken.

## Il disco
Se il precedente The Blitz presentava solo degli accenni all'AOR americano, pur conservando la tipica impronta di un hard & heavy "AC/DC oriented", con questo Change of Address i Krokus abbracciarono quasi completamente questa corrente di bandiera rigorosamente statunitense, dando veramente l'impressione di volersi rivolgere pienamente sul mercato a stelle e strisce, forse consapevoli che l'Europa non avrebbe apprezzato questo cambiamento.
Verso la metà degli anni ottanta, dato il notevole successo di artisti come Bon Jovi e Def Leppard, dalle sonorità molto melodiche, molti gruppi ne seguirono lo stile. La casa discografica impose così alla band di seguire la scia di questi ultimi, abbandonando le sonorità che li avevano portati al successo. La critica lo definì quindi un disco mediocre, composto da ballate di stampo pop metal/AOR americano, a cui il titolo dell'album si addiceva parecchio. Produzione pulita, tastiere spesso in evidenza, songs ultra melodiche e fiacche, in cui è quasi impossibile riconoscere la band di tre anni prima. Il disco fu un disastro commerciale che provocò il declino degli svizzeri soprattutto in Europa, nonostante il singolo School's Out (cover di Alice Cooper) raggiunse negli Stati Uniti una posizione mai guadagnata. Venne da molti definito come uno tra gli album peggiori della band. Ovviamente queste pesanti accuse partirono soprattutto dalla critica europea, o da un pubblicò orientato non sicuramente su strade AOR. Anche perché nel suo genere, può presentarsi come un valido esempio di album oriented rock. Tuttavia i fans dei Krokus non erano certo abituati a questo tipo di sonorità, e quindi questo disco sarà snobbato dai loro principali sostenitori, provocando al quartetto un inevitabile declino.
L'opener Now (All Through the Night) sarebbe un ottimo brano se destinato ad un target di ascoltatori tipicamente AOR, Let This Love Begin è un lento tutto sommato convincente, Say Goodbye con la sua melodia vagamente reggae risulta una specie di Tokyo Nights parte seconda, e solo in World On Fire, probabilmente il brano migliore dell'intero lavoro, i Krokus ritrovano finalmente una piccola parte della vecchia grinta. Le vendite stavolta sono veramente disastrose, tanto che la Arista decide di licenziare in tronco la band.

## Tracce
1. Now (Klaven, Storace, Von Arb) - 4:23
2. Hot Shot City (Keiser, Klaven, Kohler, Storace) - 3:48
3. School's Out (Bruce, Buxton, Cooper, Dunaway, Smith) - 3:16 (Alice Cooper cover)
4. Let This Love Begin (Klaven, Von Arb) - 5:02
5. Burning Up the Night (Storace, Von Arb) - 3:46
6. Say Goodbye (Klaven, Storace, Von Arb) - 5:18
7. World on Fire (Klaven, Storace, Von Arb) - 6:12
8. Hard Luck Hero (Klaven, Storace, Von Arb) - 4:12
9. Long Way from Home (Klaven, Storace, Von Arb) - 5:06

## Singoli
- Say Goodbye (b-side: Hard Luck Hero)
- School's Out (b-side: Screaming in the Night)
- Let This Love Begin (b-side: Hot Shot City)

## Formazione
- Marc Storace - voce
- Fernando von Arb – chitarra solista
- Mark Kohler – chitarra ritmica
- Tommy Keiser – basso
- Jeff Klaven – batteria
- Jai Winding – tastiere
- Allan Holdsworth - chitarra solista su Long Way From Home